# Samuel Fenton Cary

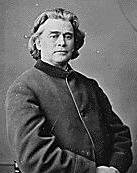
Samuel Fenton Cary

Samuel Fenton Cary (* 18. Februar 1814 in Cincinnati, Ohio; † 29. September 1900 in College Hill, nahe Cincinnati, Ohio) war ein US-amerikanischer Jurist, Farmer und Politiker (Republikanische Partei und Greenback Party).

## Werdegang
Samuel Fenton Cary besuchte öffentliche Schulen. Er graduierte 1835 an der Miami University in Oxford, Ohio und 1837 an der Cincinnati Law School. Nach seiner Zulassung als Anwalt im selben Jahr begann er in Cincinnati zu praktizieren. Cary wurde zum Richter am Ohio State Supreme Court gewählt, beschloss allerdings auf die Stellung zu verzichten. Er setzte seine Tätigkeit als Anwalt bis 1845 fort. Zu jener Zeit wurde er Farmer und ein Gegner der Sklavenhaltung.
Cary wurde 1844 Generalzahlmeister von Ohio, eine Stellung, die er bis zu seinem Rücktritt 1848 innehatte. Während dieser Zeit wurde er zunehmend ein Anhänger der Abstinenzbewegung. In diesem Zusammenhang gab er auch seine Laufbahn als Anwalt auf, um mehr Zeit für seine Vorträge zu haben sowie das Schreiben von Büchern über die Sklaverei und Prohibition. In der folgenden Zeit reiste er nach Kanada und Europa.
Nach dem Ausbruch des Bürgerkrieges war er als Musterungsoffizier der Unionsarmee in Cincinnati tätig. Cary nahm 1864 als Delegierter an der Republican National Convention teil. Er wurde 1865 zum Steuereinnehmer im ersten Wahlbezirk von Ohio ernannt. Dann wurde er 1867 als unabhängiger Republikaner für den zweiten Wahlbezirk von Ohio in den 40. US-Kongress gewählt. Cary sollte dort die Vakanz füllen, die durch den Rücktritt des Kongressabgeordneten Rutherford B. Hayes entstand. Seine Amtszeit begann am 21. November 1867. Zwei Wochen später stimmte er als einziger Republikaner gegen ein Amtsenthebungsverfahren von US-Präsidenten Andrew Johnson. Darüber hinaus hatte er den Vorsitz über das Committee on Education and Labor und war Mitglied des Committee on Weights and Measures. Bei seiner Kandidatur um eine Wiederwahl in den 41. US-Kongress erlitt er 1868 eine Niederlage. Als Folge davon endete seine Amtszeit am 3. März 1869 im US-Repräsentantenhaus. Danach kandidierte er 1875 erfolglos gegen Thomas L. Young um die Stelle des Vizegouverneurs von Ohio. Cary trat dann der Greenback Party bei. Im folgenden Jahr kandidierte er erfolglos für die Stelle des US-Vizepräsidenten. Sein running mate war zu jener Zeit Peter Cooper. Nach dieser Niederlage zog sich Cary von der politischen Bühne zurück und verbrachte die folgenden zwanzig Jahre mit Schreiben und hielt Vorträge.
Samuel Fenton Cary verstarb am 29. September 1900 nahe Cincinnati und wurde dann auf dem Spring Grove Cemetery beigesetzt.

## Familie
Cary war zweimal verheiratet, ab 1836 mit Maria Louia Allen und nach deren Tod ab 1849 mit Linda Stillwell. Aus den beiden Ehen gingen sechs gemeinsame Kinder hervor. Sein Bruder war Freeman G. Cary, der Gründer des Farmers' College in College Hill. Ferner waren seine Cousinen, Alice und Phoebe Cary, national anerkannte Dichterin.

## Ehrungen
Die Stadt Cary in North Carolina wurde nach ihm zu Ehren benannt.